# Olenecamptus basalis
Olenecamptus basalis är en skalbaggsart som beskrevs av Charles Joseph Gahan 1900. Olenecamptus basalis ingår i släktet Olenecamptus och familjen långhorningar. Inga underarter finns listade i Catalogue of Life.